# Pago del Humo
 Pago del Humo es diseminado del municipio de Chiclana de la Frontera (Cádiz)

## Relieve
Pago del Humo está situado a una altitud de 72,0 metros encima del nivel del mar y su terreno tiene una inclinación de 20,89%.

## Clima
Su temperatura media anual es de 17.60 Cº. En los meses más cálidos la media es de 30.60 Cº y los más fríos de 7,30 Cº
La Precipitación media anual es de 644mm